# Andrena apiformis
Andrena apiformis là một loài Hymenoptera trong họ Andrenidae. Loài này được Kreichbaumer mô tả khoa học năm 1873.